# Veľké Slemence
Veľké Slemence (maďarsky Nagyszelmenc, ukrajinsky Вельке Слеменце) jsou obec v okrese Michalovce na Slovensku, u hranic s Ukrajinou. Leží ve východoslovenské nížině. Na území obce je chráněné ptačí území Medzibodrožie.
V letech 1938 až 1944 byly Veľké Slemence v důsledku První vídeňská arbitráže připojeny k Maďarsku. Po druhé světové válce byly Slemence v  roce 1946 rozděleny mezi Československo a Sovětský svaz (hranice byla vedena přímo středem vesnice). Sovětská část, která byla pojmenována Mali Selmenci (Малі Селменці) připadla Ukrajinské SSR a dnes patří Ukrajině. V posledních letech se začali obyvatelé snažit o znovusjednocení obce, takže zde byl roku 2005 otevřen hraniční přechod mezi Slovenskem a Ukrajinou. Tento hraniční přechod je pouze pro pěší a cyklisty a mohou ho využívat jen občané Ukrajiny a Evropského hospodářského prostoru. Do této obce každoročně přijíždí mnoho lidí, aby zde zaparkovali a přešli hraniční přechod do Malich Selmenců, kde se dá na trzích levně sehnat např. alkohol nebo cigarety.
V obci jsou dva kostely, fotbalové hřiště a na obou stranách hranice jsou také vyřezávané Sikulské brány a tabule s názvem obce ve staromaďarském písmu rovas.
Obyvatelstvo zde je převážně maďarské a protestantského (kalvinského) vyznání.

## Poloha
Obec leží od hlavního města Bratislavy 511 km, krajského města Košice 93,7 km a okresního města Michalovce 38,1 km, sousedí se třemi obcemi Kapušianske Kľačany, Ruská a Ptrukša. Nejbližším městem jsou Veľké Kapušany, vzdálené 8 kilometrů.

## Galerie

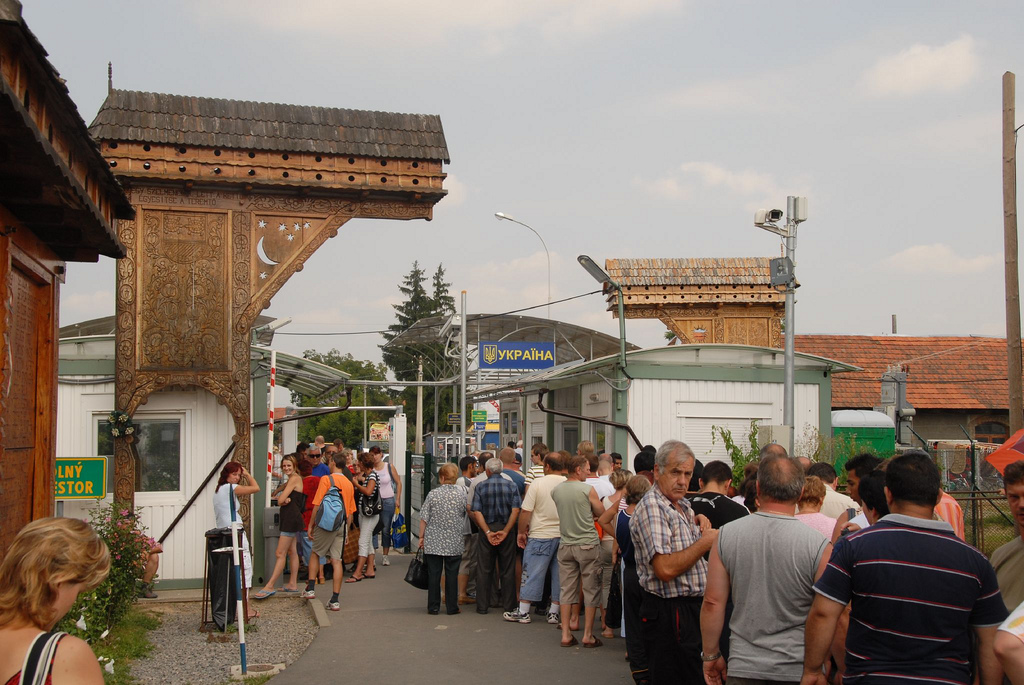
Sikulská brána
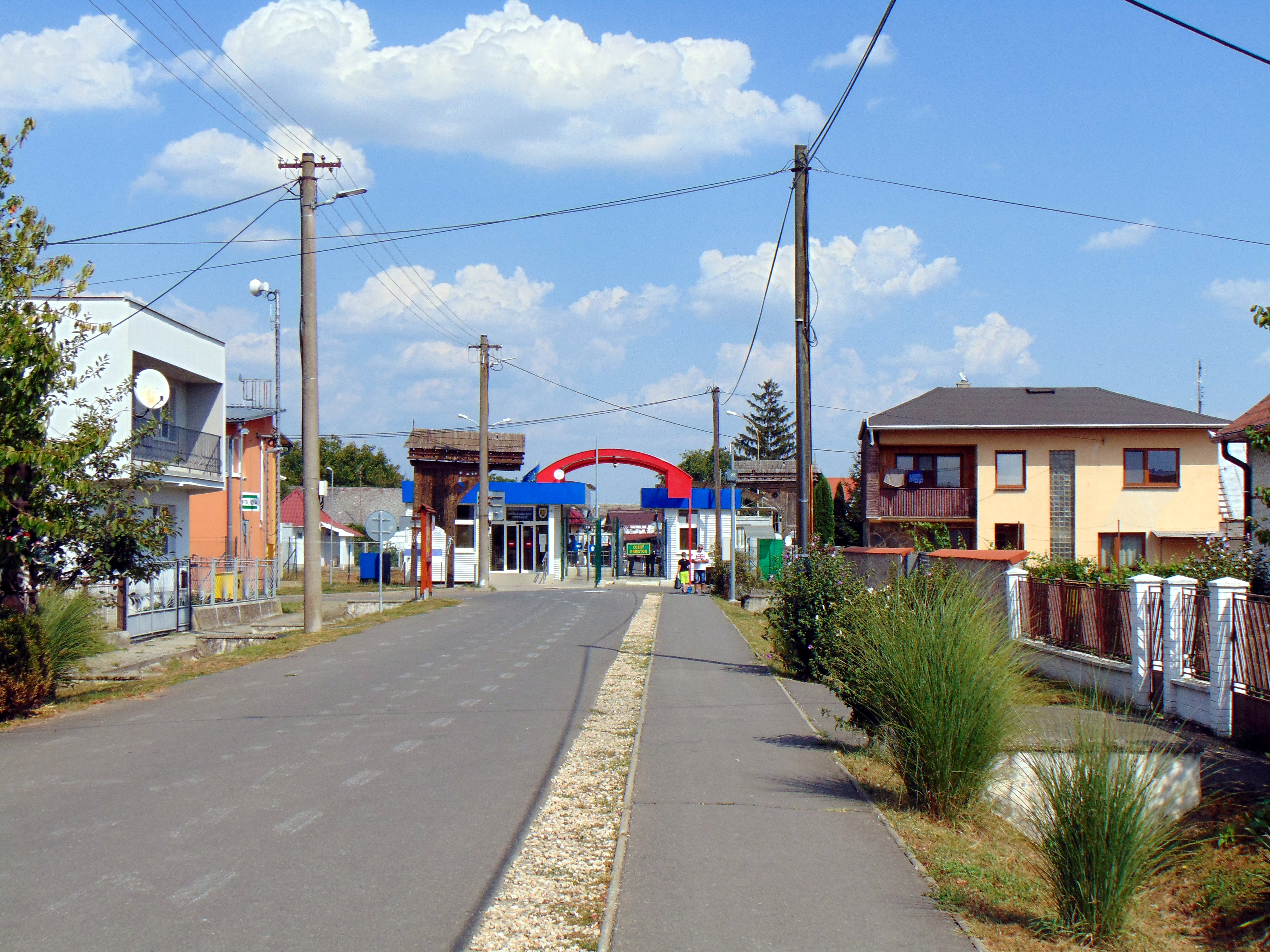
Pohled k hranici
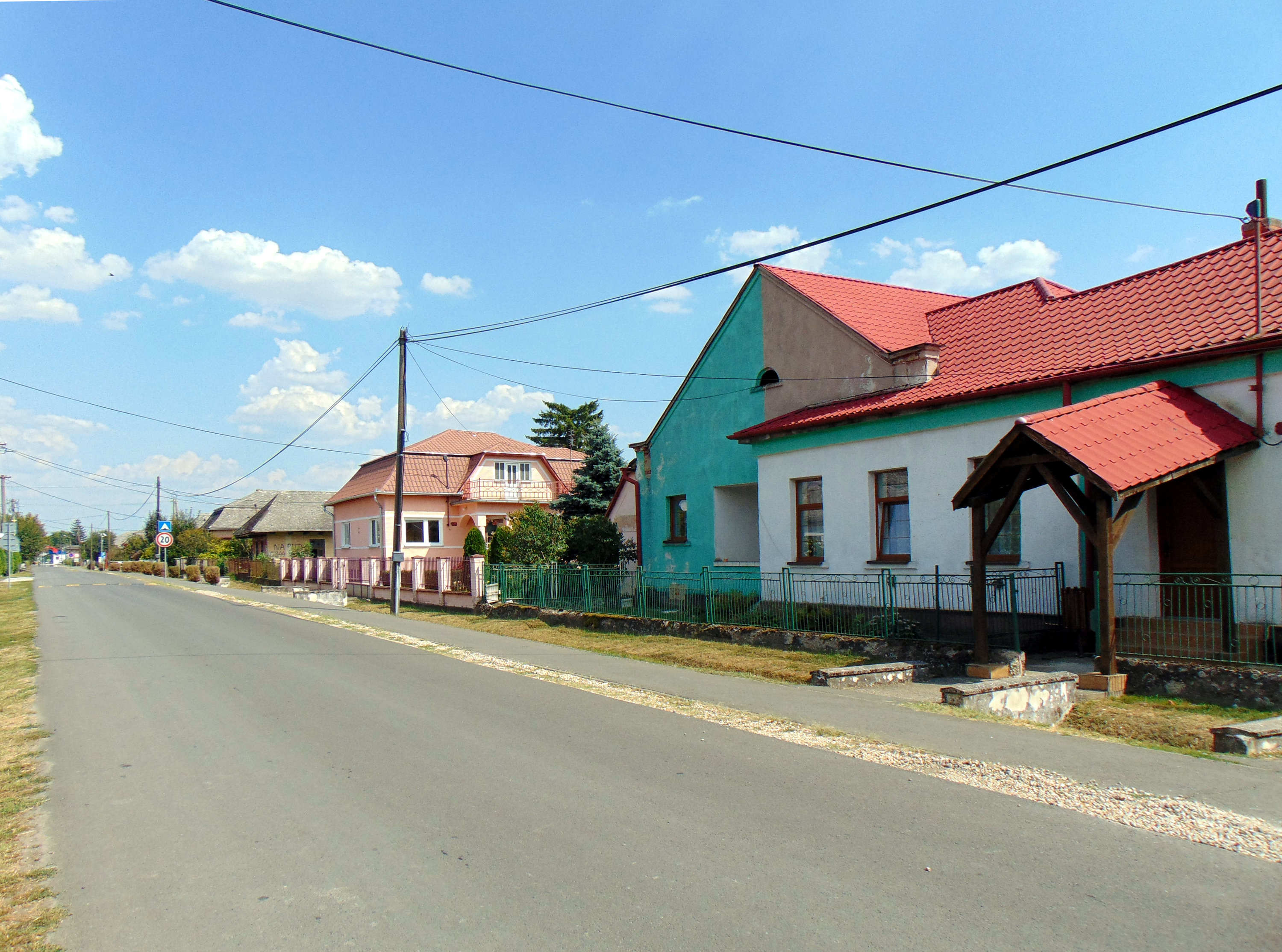
Hlavní silnice
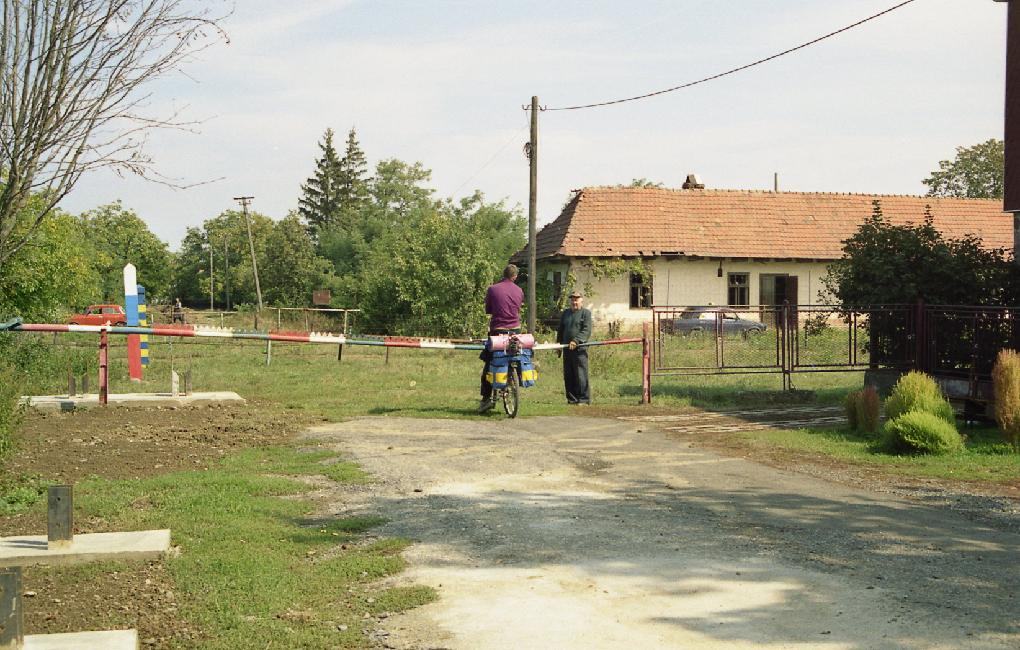
Hranice před zřízením hraničního přechodu
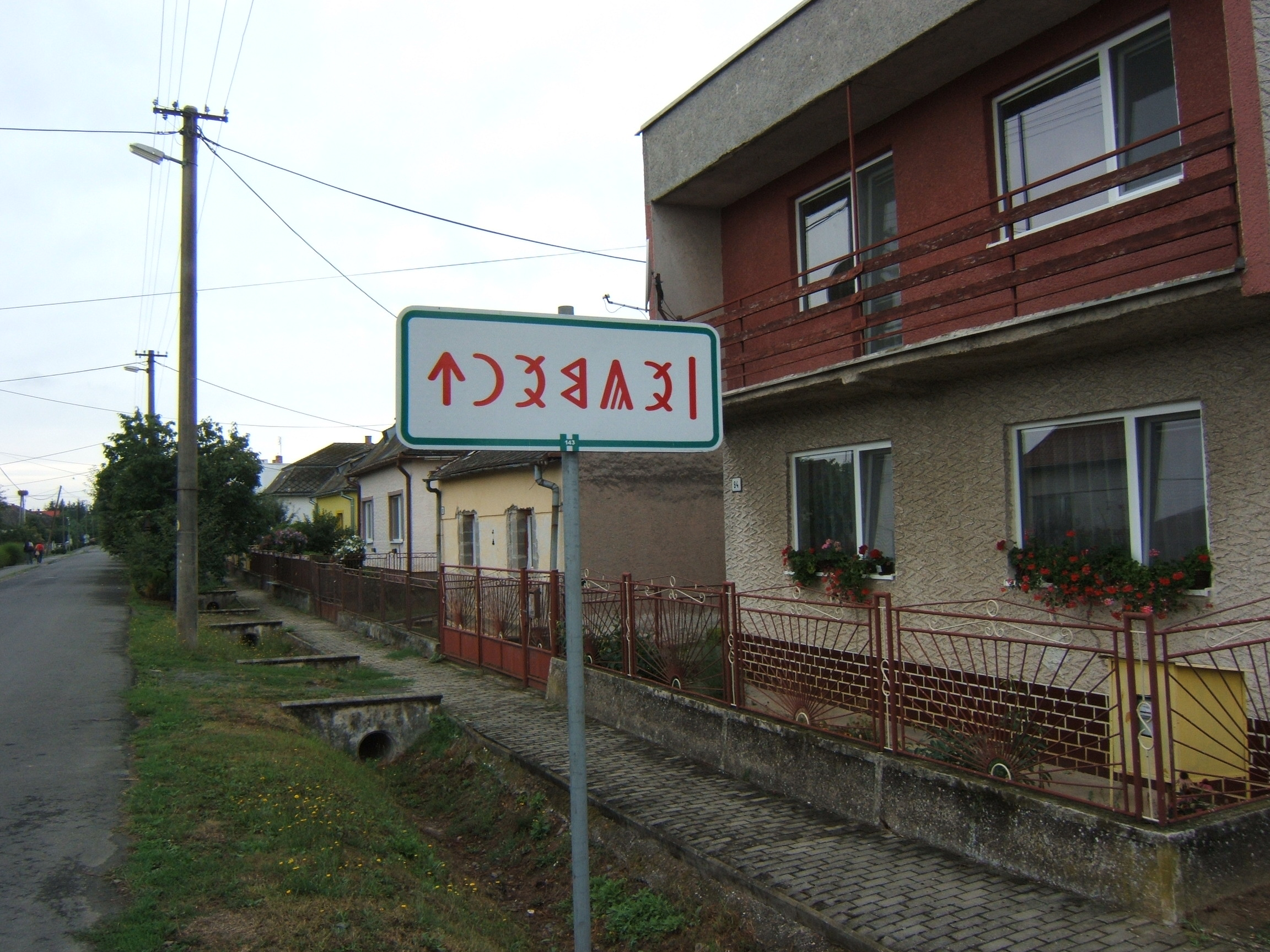
Nápis ve staromaďarském písmu